# أخلاقيات
فلسفة الأخلاق، والأخلاقيات، هي مجموعة من الآداب والقيم أو القواعد التي تعتبر صوابا بين أصحاب مهنة معينة.
كلمة أخلاقيات تعني: «وثيقة تحدد المعايير الأخلاقية والسلوكية المهنية المطلوب أن يتبعها أفراد جمعية مهنية. وتعرف بأنها بيان المعايير المثالية لمهنة من المهن تتبناه جماعة مهنية أو مؤسسة لتوجيه أعضائها لتحمل مسؤولياتهم المهنية.» ولكل مهنة أخلاقيات وآداب عامة حددتها القوانين واللوائح الخاصة بها، ويقصد بآداب وأخلاقيات المهنة مجموعة من القواعد والأصول المتعارف عليها عند أصحاب المهنة الواحدة، بحيث تكون مراعاتها محافظة على المهنة وشرفها.
تختلف المسؤولية القانونية على المسؤولية الأخلاقية باختلاف أبعادهما، فالمسؤولية القانونية تتحدد بتشريعات تكون أمام شخص أو قانون، لكن المسؤولية الأخلاقية فهي أوسع وأشمل من دائرة القانون لأنها تتعلق بعلاقة الإنسان بخالقه وبنفسه وبغيره، فهي مسؤولية ذاتية أمام ربه والضمير. أما دائرة القانون فمقصورة على سلوك الإنسان نحو غيره وتتغير حسب القانون المعمول به، وتنفذها سلطة خارجية من قضاة، رجال أمن ونيابة، وسجون. أما المسؤولية الأخلاقية فهي ثابتة ولا تتغير، وتمارسها قوة ذاتية تتعلق بضمير الإنسان الذي هو سلطته الأولى. هنا يمكن القول أن الأخلاق بقوتها الذاتية لا تكون بديلا عن القانون ولكن كلا من المسؤولية الأخلاقية والمسؤولية القانونية متكاملتان ولا يمكن الفصل بينهما في أي مهنة مهما كانت.
الميثاق الأخلاقي لأي مهنة يضم القواعد المرشدة لممارسة مهنة ما للارتقاء بمثالياتها وتدعيم رسالتها، ورغم أهميته في تحديد الممارسات والأولويات داخل مهنة معينة إلا أننا لا يمكن أن نفرضه بالإكراه ولكن بالالتزام وأن الطريقة الوحيدة للحكم على مهنة معينة هو سلوك أعضاء تلك المهنة إزاءها، والحفاظ على قيم الثقة والاحترام والكفاءة والكرامة.
ويجب أن يتميز الميثاق الأخلاقي للمهنة بالتالي:
- الاختصار.
- السهولة والوضوح.
- تكون معقولة ومقبولة عمليا.
- شاملة.
- إيجابية.
- توضح جميع الالتزامات المهنية أمام زملاء المهنة الواحدة، المهنة نفسها، المؤسسات التابعين لها، المستفيدين منها، الدولة، المجتمع.

الأخلاقيات، التي تُعرَف أيضًا باسم الفلسفة الأخلاقية، هي فرع من الفلسفة يتضمن تنظيم مفهومي السلوك الصائب والخاطئ، وتعريفهما، والتوصية بهما. ومصطلح الأخلاقيات بالإنجليزية "ethics" مشتق من الكلمة اليونانية ethos، التي تعني «الشخصية». والأخلاقيات متممة لمفهوم الجماليات في مبحث الأكسيولوجيا الفلسفي. تعني الأخلاقيات في الفلسفة السلوك الأخلاقي لدى البشر، وكيف ينبغي عليهم التصرف.
ويمكن تقسيم الأخلاقيات إلى أربعة مجالات دراسية رئيسية:
- الأخلاقيات العليا، وتتعلق بالمعنى النظري للافتراضات الأخلاقية ومرجعيتها، وكيف يمكن تحديد القيم الحقيقية لها (إن وُجِدت)
- الأخلاقيات المعيارية، وتتعلق بالأساليب العملية لتحديد نهج أخلاقي للأفعال
- الأخلاقيات التطبيقية، وتتناول كيف يمكن تحقيق النتائج الأخلاقية في مواقف معينة
- الأخلاقيات الوصفية، وتُعرَف أيضًا بالأخلاقيات المقارنة، وهي دراسة معتقدات الناس فيما يتعلق بالأخلاق

تسعى الأخلاقيات للإجابة عن الأسئلة التي تتناول المفاهيم الأخلاقية لدى البشر، مثل الخير والشر، والصواب والخطأ، والفضيلة والرذيلة، والعدالة والجريمة.

## تعريف الأخلاقيات
وفقًا لتوماس بول وليندا إلدر، اللذين يعملان في مؤسسة التفكير الناقد، "يخلط أغلب الناس بين الأخلاقيات والتصرف بما يتفق مع الأعراف الاجتماعية، والمعتقدات الدينية، والقانون"، ولا يتعاملون مع الأخلاقيات كمفهوم مستقل. يُعرِف بول وإلدر الأخلاقيات بأنها "مجموعة من المفاهيم والمبادئ التي ترشدنا في تحديد أي السلوكيات تساعد الكائنات الحساسة، وأيها يضرها. ويشير قاموس كامبردج للفلسفة إلى حدوث "تداخل عادةً بين كلمة أخلاقيات بالإنجليزية "ethics" والأخلاقية "morality"...وفي بعض الأحيان يُستخدَم مصطلح "الأخلاقيات" على نطاق أكثر محدودية ليعني المبادئ الأخلاقية لتقليد أو جماعة أو فرد معين."
والمعنى العام للأخلاقيات: هو القرار العقلاني والنموذجي والمثالي (الذي يُعتبَر أفضل الحلول المطروحة) القائم على أساس الحس السليم.
لا يعني ذلك استبعاد احتمال التدمير إذا كان ضروريًا وإذا كان لا يحدث نتيجة إيذاء متعمد. على سبيل المثال، إذا شعر الشخص بتهديد بصراع بدني، ولم يكن أمامه حل آخر، يكون من المقبول أن يحدث بالطرف الآخر القدر اللازم من الإصابات من منطلق الدفاع عن النفس. ومن ثم، فإن الأخلاقيات لا تقدم قواعد، مثل الأخلاق، لكن يمكن استخدامها كوسيلة لتحديد القيم الأخلاقية (المواقف أو السلوكيات التي تمنح الأولوية للقيم الاجتماعية، مثل الأخلاقيات أو الأخلاق).

## الأخلاقيات الفوقية
الأخلاقيات الفوقية هي فرع من الأخلاقيات الفلسفية التي تسأل كيف نفهم الخطأ والصواب ونعلم بشأنهما وما الذي نعنيه عندما نتحدث عن ما هو صائب وما هو خاطئ. لا يمكن أن يكون السؤال الأخلاقي المتعلق بموقف عملي معين -مثل «هل ينبغي عليّ أن آكل هذه القطعة المحددة من كعكة الشوكولاتة؟»- سؤالًا في الأخلاقيات الفوقية (بدلاً من ذلك، هذا سؤال أخلاقي تطبيقي). السؤال الأخلاقي الفوقي هو سؤال نظري ويتعلق بمجموعة واسعة من الأسئلة العملية الأكثر تحديدًا. على سبيل المثال، «هل من الممكن على الإطلاق الحصول على معرفة أكيدة لما هو صائب وما هو خاطئ؟» هو سؤال أخلاقي فوقي
رافقت الأخلاقيات الفوقية الأخلاقيات الفلسفية دائمًا. على سبيل المثال، يشير أرسطو إلى أن المعرفة الأقل دقة ممكنةٌ في الأخلاقيات مقارنة بمجالات الاستقصاء الأخرى، وهو يعتبر أن المعرفة الأخلاقية تعتمد على العادة والتثاقف بطريقة تجعلها مميزة عن أنواع المعرفة الأخرى. تعدّ الأخلاقيات الفوقية مهمةً أيضًا في كتاب جورج إدوارد مور «مبادئ الأخلاق» منذ عام 1903. كتب فيه لأول مرة عمّا سمّاه «المغالطة الطبيعية». لوحظ أن مور رفض المذهب الطبيعي في الأخلاق في حجة السؤال المفتوح التي طرحها. هذا جعل المفكرين ينظرون مرة أخرى إلى أسئلة من الدرجة الثانية حول الأخلاق. في وقت سابق، قدّم الفيلسوف الإسكتلندي ديفيد هيوم وجهة نظر مماثلة بشأن الاختلاف بين الحقائق والقيم.
تنقسم الدراسات عن كيفية معرفتنا في الأخلاقيات إلى معرفية ولا معرفية؛ وهذا أقرب إلى ما يسمّى الوصفي وغير الوصفي. اللامعرفية هي الرأي القائل بأنه عندما نحكم على شيء بأنه صائب أو خاطئ من الناحية الأخلاقية، فهذا ليس صحيحًا وليس خاطئًا. على سبيل المثال، قد نعبّر فحسب عن مشاعرنا العاطفية بشأن هذه الأشياء. أما المعرفية فهي ترى أننا عندما نتحدث عن الصواب والخطأ، فإننا نتحدث عن حقائق.
أنطولوجيا الأخلاقيات هي عن الأشياء أو الخواص التي تحمل قيمة، أيْ نوع الأشياء أو الأشياء التي تشير إليها الافتراضات الأخلاقية. يعتقد غير الوصفيين وغير المعرفيين أن الأخلاق لا تحتاج إلى أنطولوجيا معينة لأن الافتراضات الأخلاقية لا تشير لشيء. هذا ما يعرف باسم الموقف اللا واقعي. من ناحية أخرى، يجب أن يشرح الواقعيون نوع الكيانات أو الخواص أو الحالات ذات الصلة بالأخلاقيات، وكيف تحمل قيمة، ولماذا ترشد أفعالنا وتحفّزها.

### الشكوكية الأخلاقية
الشكوكية الأخلاقية هي فئة من نظريات الأخلاقيات الفوقية التي يستتبع جميع أعضائها أن لا أحد يمتلك المعرفة الأخلاقية. العديد من الشكوكيين الأخلاقيين يقدمون أيضًا الادعاء الطوري الأقوى بأن المعرفة الأخلاقية مستحيلة. تتعارض الشكوكية الأخلاقية بشكل خاص مع الواقعية الأخلاقية: وهي الرأي القائل بأن هناك حقائق أخلاقية يمكن معرفتها وهي موضوعية.
من مؤيدي الشكوكية الأخلاقية بيرو وأنيسيديموس وسيكستوس وديفيد هيوم وماكس شتيرنر وفريدريك نيتشه.
تنقسم الشكوكية الأخلاقية إلى ثلاث فئات فرعية: نظرية الخطأ الأخلاقي (أو العدمية الأخلاقية)، والشكوكية الأخلاقية المعرفية، واللامعرفية. تشترك هذه النظريات الثلاث في نفس الاستنتاجين، وهما:
- (أ) ليس لدينا ما يبرر الاعتقاد بأن الادعاءات الأخلاقية (الادعاءات من الشكل «الوضع x جيد»، و «الفعل y إلزامي أخلاقيًا»، إلخ) صحيحة، وحتى أكثر من ذلك إذ
- (ب) لا نعرف أبدًا أيّ ادعاء أخلاقي هو الصحيح.

ومع ذلك، تصل كل نظرية إلى (أ) و (ب) بطرق مختلفة.
تقول نظرية الخطأ الأخلاقي أننا لا نعرف أن أي ادعاء أخلاقي صحيح لأن
- (i) جميع الادعاءات الأخلاقية خاطئة،
- (ii) لدينا سبب للاعتقاد بأن جميع الادعاءات الأخلاقية خاطئة،
- (iii) نظرًا لأننا لا نملك تبريرًا لتصديق أي ادعاء وإنما لدينا سبب للإنكار، فإننا لا نملك تبريرًا لتصديق الادعاءات الأخلاقية.

الشكوكية الأخلاقية المعرفية هي فئة فرعية من النظرية، وتنتمي إليها الشكوكية الأخلاقية البيرونية والشكوكية الأخلاقية الدوغماتية. يتشارك جميع أتباع الشكوكية الأخلاقية المعرفية في شيئين: أولًا، يعترفون بأننا لا نملك تبريرًا لتصديق أي ادعاء أخلاقي، وثانيًا، هم لاأدريّون فيما إذا كان (i) صحيحًا (أي فيما إذا كانت جميع الادعاءات الأخلاقية خاطئة).
- ترى الشكوكية الأخلاقية البيرونية أن السبب في أننا لا نملك مبررًا لتصديق أي ادعاء أخلاقي هو أنه من غير المنطقي بالنسبة لنا أن نعتقد أن أي ادعاء أخلاقي هو صحيح أو أن أي ادعاء أخلاقي هو خاطئ. وهكذا، بالإضافة إلى كونهم لا أدريّين فيما إذا كان (i) صحيحًا، فإن الشكوكية الأخلاقية البيرونية تنكر (ii).
- من ناحية أخرى، تؤكد الشكوكية الأخلاقية الدوغماتية (ii) وتستشهد بحقيقة (ii) كسببٍ لعدم امتلاكنا تبريرًا لتصديق أي ادعاء أخلاقي.

ترى اللا معرفية أنه لا يمكننا أبدًا أن نعرف أن الادعاء الأخلاقي صحيح لأن الادعاءات الأخلاقية غير قادرة على أن تكون صحيحة أو خاطئة (لا تحتمل الصواب أو الخطأ). بدلاً من ذلك، تعد الادعاءات الأخلاقية تعليمات (على سبيل المثال «لا تسرق الأطفال!»)، أو تعابير عن العواطف (مثلًا «سرقة الأطفال: بوو!»)، أو تعابير عن «مواقف مؤيدة» («لا أعتقد أن الأطفال يجب أن يتعرّضوا للسرقة»).

## الأخلاق المعيارية
الأخلاق المعيارية هي دراسة الفعل الأخلاقي. وهي فرع من الأخلاق يبحث في مجموعة الأسئلة التي تُثار عند التفكير في كيفية التصرف من الناحية الأخلاقية. تختلف الأخلاق المعيارية عن الأخلاقيات الفوقية لأن الأخلاق المعيارية تدرس معايير صحّة الأفعال وخطئها، بينما تدرس الأخلاقيات الفوقية معنى اللغة الأخلاقية وميتافيزيقيا الحقائق الأخلاقية. تختلف الأخلاق المعيارية أيضًا عن الأخلاق الوصفية، حيث أن هذه الأخيرة هي دراسة تجريبية لمعتقدات الناس الأخلاقية. وبعبارة أخرى، تهتم الأخلاق الوصفية بتحديد نسبة الأشخاص الذين يعتقدون أن القتل خطأ دائمًا، في حين تُعنى الأخلاق المعيارية بما إذا كان من الصحيح أن نؤمن بهكذا اعتقاد. وبالتالي، فإن الأخلاق المعيارية تسمّى أحيانًا توجيهية، بدلًا من وصفية. ومع ذلك، في إصدارات معينة من الأخلاقيات الفوقية تسمّى الواقعية الأخلاقية، تكون الحقائق الأخلاقية وصفية وتوجيهية في نفس الوقت 
تقليديًا، الأخلاق المعيارية (المعروفة أيضًا باسم النظرية الأخلاقية) هي دراسة ما يجعل الأفعال صحيحة وخاطئة. قدمت هذه النظريات مبدأً أخلاقيًا شاملًا يمكن للمرء أن يلجأ إليه في حسم القرارات الأخلاقية الصعبة.
في مطلع القرن العشرين، أصبحت النظريات الأخلاقية أكثر تعقيدًا ولم تعد تهتم بالصواب والخطأ فحسب، بل أبدت اهتمامًا بأنواع عديدة من الحالات الأخلاقية المختلفة. خلال منتصف القرن، تراجعت دراسة الأخلاق المعيارية مع تزايد أهمية الأخلاقيات الفوقية. هذا التركيز على الأخلاقيات الفوقية يُعزى جزئيًا إلى التركيز اللغوي المكثّف في الفلسفة التحليلية وإلى انتشار الوضعية المنطقية.

### أخلاقيات الفضيلة

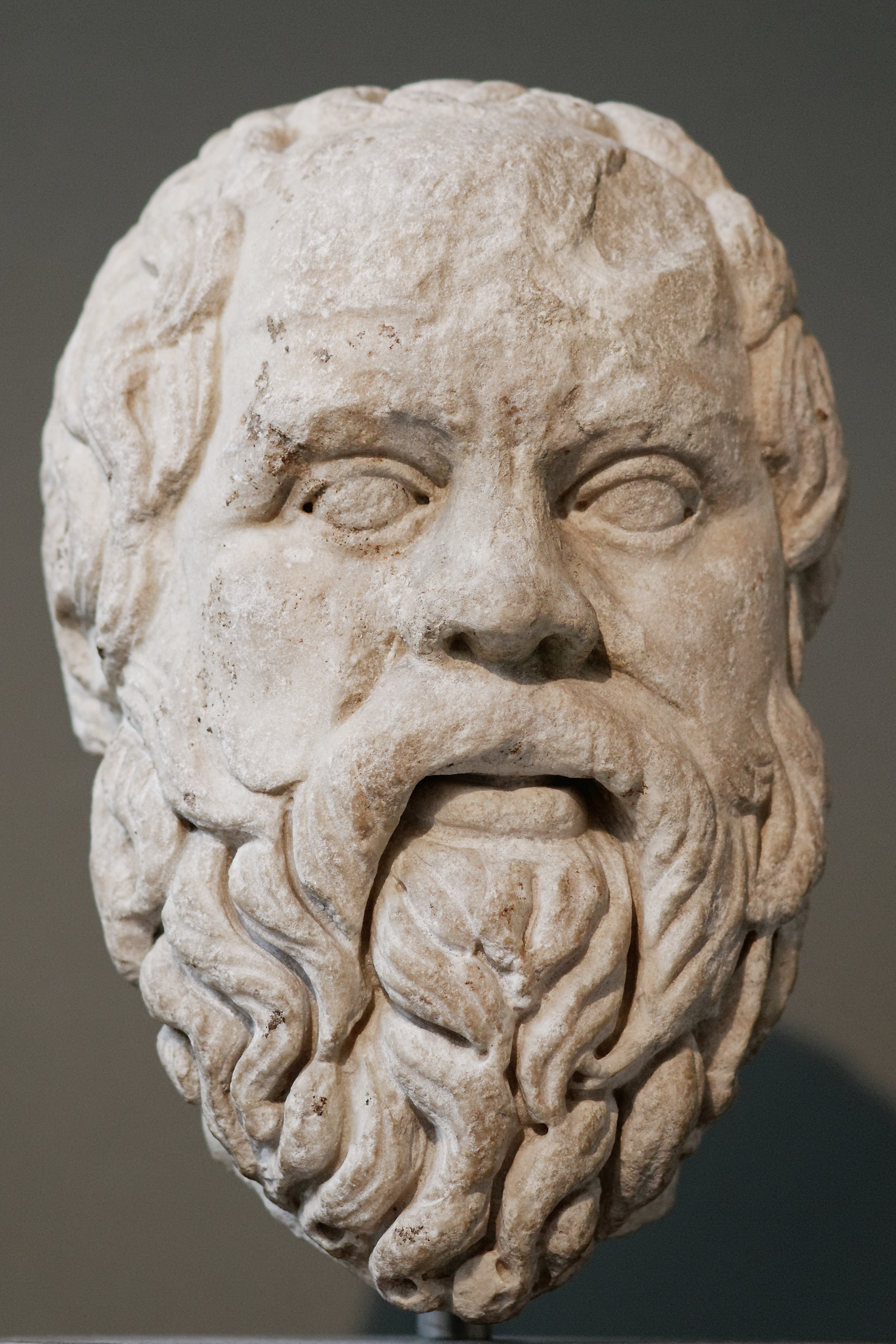
سقراط

تصف أخلاقيات الفضيلة شخصية الوكيل الأخلاقي كقوة دافعة للسلوك الأخلاقي، وهي تستخدَم لوصف أخلاقيات سقراط وأرسطو وغيرهم من الفلاسفة اليونانيين الأوائل. كان سقراط (469-399 قبل الميلاد) أحد أوائل الفلاسفة الإغريق الذين شجعوا كلًا من العلماء وعامة الناس على تحويل انتباههم من العالم الخارجي إلى وضع الإنسان. من هذا المنظور، كانت المعرفة التي تؤثر على حياة الإنسان في المرتبة الأولى، بينما كانت جميع المعارف الأخرى ثانوية. اعتُبرت معرفة الذات ضرورية للنجاح وهي بطبيعتها فضيلةٌ أساسية. الشخص المدرك لذاته سيتصرّف في حدود إمكاناته لأقصى حدّ حتى يصل إلى ذروتها، أما الشخص الجاهل لذاته سيتعثّر ويواجه الصعوبات. بالنسبة إلى سقراط، يجب أن يكون الفرد مدركًا لكل حقيقة (وسياقها) لها صلة بوجوده، إذا كان يرغب في الوصول إلى معرفة الذات. افترض سقراط أن الناس سوف يفعلون تلقائيًا ما هو جيد إذا كانوا يعرفون ما هو الصحيح. الشر أو الأفعال السيئة هي نتائج الجهل. لو كان المجرم مدركًا بالفعل العواقب الفكرية والروحية لأفعاله، لما ارتكبها أو حتى فكّر في ارتكابها. وفقًا لسقراط، كلّ شخص يعرف ما هو الصواب حقّ المعرفة، سيفعل الصواب تلقائيًا. ربط سقراط المعرفة بالفضيلة، وساوى بالمثل بين الفضيلة والبهجة. الرجل الحكيم حقًا سيعرف ما هو صواب، وسيفعل ما هو جيد، وبالتالي سيكون سعيدًا.
وضع أرسطو (384–323 قبل الميلاد) نظامًا أخلاقيًا يمكن أن يُطلق عليه «الفاضل». من وجهة نظر أرسطو، عندما يتصرف شخص وفقًا للفضيلة، فإن هذا الشخص سيفعل خيرًا ويكون راضيًا. سبب التعاسة والإحباط هو فعل الخطأ الذي يؤدي إلى الفشل في تحقيق الأهداف والمضي في حياة بائسة. لذلك، يتحتّم على الأشخاص التصرف وفقًا للفضيلة التي لا يمكن تحقيقها إلا عن طريق ممارسة الفضائل وذلك حتى يشعروا بالرضا والكمال. اعتُبرت السعادة الغاية القصوى. كل الأشياء الأخرى، مثل الحياة المدنية أو الثراء، ليست جديرة بالاهتمام أو ذات منفعة إلا عند تسخيرها في ممارسة الفضائل. ممارسة الفضائل هي أضمن طريق للسعادة.
أكّد أرسطو أن روح الإنسان تتّصف بثلاث طبائع: الجسد (جسدي/الاستقلاب)، والحيوان (عاطفي/الشهية)، والفكر (عقلي/مفاهيمي). يمكن تهدئة الطبيعة الجسدية من خلال ممارسة الرياضة والرعاية؛ والطبيعة العاطفية من خلال تلبية الغرائز والدوافع؛ والطبيعة العقلية من خلال التفكير البشري والإمكانات المتطورة. اعتُبرت التنمية العقلية هي الأكثر أهمية، لضرورتها في الوعي الفلسفي بالذات ولأنها تميّز الإنسان عن غيره. شجّع أرسطو على الاعتدال، بالنظر إلى النقائض على أنها متدنية وغير أخلاقية. على سبيل المثال، الشجاعة هي الفضيلة المعتدلة بين النقيضين الجبن والتهور. لا ينبغي للإنسان أن يعيش فحسب، بل ينبغي أن يعيش عيشًا كريمًا ويسلك سلوكًا تحكمه الفضيلة. يعدّ هذا أمرًا صعبًا، إذ تشير الفضيلة إلى فعل الصواب، بالطريقة الصحيحة، وفي الوقت المناسب، وللسبب الصائب.